# Myotis adversus
Myotis adversus (Нічниця великонога) — вид кажанів роду нічниць (Myotis).

## Поширення, поведінка
Країни проживання: Австралія (Новий Південний Уельс), Індонезія (Ява, Калімантан, Малі Зондські острови, Малуку, Сулавесі), Малайзія (півострів Малайзія), Папуа Нова Гвінея (архіпелаг Бісмарка), Сінгапур, Тайвань. Цей вид, як передбачається, має подібні екологічні вимоги як Myotis moluccarum в тому, що є низовинним видом, пов'язаним з струмками, озерами та іншими водоймами, з яких він захоплює риби, жаби та іншу здобич. Імовірно лаштує сідала невеликими колоніями в печерах, штучних тунелях та інших підземних місцях. На Тайвані цей вид зустрічається в основному від низької до середньої висоти, а, як відомо, ночують у печерах і тунелях. Вони, як відомо, харчуються над водою, де ловлять комах.